# Guildhall School of Music and Drama
Guildhall School of Music and Drama är en musik- och teaterhögskola i London i Storbritannien, grundad 1880 och sedan 1977 belägen i Barbican Centre. Den är en av Storbritanniens främsta skolor inom musik, opera, teater, m.m. med drygt 1000 studenter från hela världen årligen.

## Några kända studenter
- Jean Rondeau
- James Galway
- Ewan McGregor
- Sir George Martin
- Anne Sofie von Otter
- Jacqueline du Pré
- Bryn Terfel
- Orlando Bloom
- Damien Lewis
- Jude Law
- Lily James